# Championnats du monde juniors de patinage artistique 2019
Navigation
Édition précédente Édition suivante
Les Championnats du monde juniors de patinage artistique 2019 ont lieu du 4 au 10 mars 2019 à la Dom Sportova de Zagreb en Croatie.
À partir de cette saison 2018/2019, la danse rythmique remplace la danse courte en danse sur glace.

## Qualifications
Les patineurs sont éligibles à l'épreuve s'ils représentent une nation membre de l'Union internationale de patinage (International Skating Union en anglais) et s'ils ont atteint l'âge de 13 ans et pas encore 19 ans avant le 1er juillet 2018, sauf pour les messieurs qui participent au patinage en couple et à la danse sur glace où l'âge maximum est de 21 ans. Les fédérations nationales sélectionnent leurs patineurs en fonction de leurs propres critères, mais l'Union internationale de patinage exige un score minimum d'éléments techniques (Technical Elements Score en anglais) lors d'une compétition internationale avant les championnats du monde juniors.

### Score minimum d'éléments techniques
L'Union internationale de patinage stipule que les notes minimales doivent être obtenues lors d'une compétition internationale senior reconnue par elle-même au cours de la saison en cours ou précédente, au plus tard 21 jours avant le premier jour d'entraînement officiel. 
| Score minimum d'éléments techniques                                                         | Score minimum d'éléments techniques | Score minimum d'éléments techniques |
| Discipline                                                                                  | Programme court                     | Programme libre                     |
| Messieurs                                                                                   | 23.00                               | 42.00                               |
| Dames                                                                                       | 23.00                               | 38.00                               |
| Couples                                                                                     | 23.00                               | 34.00                               |
| Danse sur glace                                                                             | 22.00                               | 35.00                               |
| ------------------------------------------------------------------------------------------- | ----------------------------------- | ----------------------------------- |
| Les scores des programmes courts et libres peuvent être obtenus à différentes compétitions. |                                     |                                     |

### Nombre d'inscriptions par discipline
Sur la base des résultats des championnats du monde juniors 2018, l'Union internationale de patinage autorise chaque pays à avoir de une à trois inscriptions par discipline.
| Nombre d'inscriptions                                             | Messieurs                                          | Dames                             | Couples                      | Danse sur glace                 |
| ----------------------------------------------------------------- | -------------------------------------------------- | --------------------------------- | ---------------------------- | ------------------------------- |
| 3                                                                 | Russie États-Unis                                  | Russie Japon                      | Russie États-Unis            | Russie États-Unis               |
| 2                                                                 | Italie Canada Ukraine Japon Allemagne Corée du Sud | Corée du Sud États-Unis Allemagne | Chine Canada Allemagne Japon | Canada France Géorgie Allemagne |
| Si non répertorié ci-dessus, une seule inscription est autorisée. |                                                    |                                   |                              |                                 |

## Podiums
| Épreuves                            | Or                                      | Argent                                    | Bronze                              |
| ----------------------------------- | --------------------------------------- | ----------------------------------------- | ----------------------------------- |
| Messieurs résultats détaillés       | Tomoki Hiwatashi                        | Roman Savosin                             | Daniel Grassl                       |
| Dames résultats détaillés           | Alexandra Troussova                     | Anna Chtcherbakova                        | Ting Cui                            |
| Couples résultats détaillés         | Anastasia Mishina / Aleksandr Galliamov | Apollinariia Panfilova / Dmitry Rylov     | Polina Kostiukovich / Dmitrii Ialin |
| Danse sur glace résultats détaillés | Marjorie Lajoie / Zachary Lagha         | Elizaveta Khudaiberdieva / Nikita Nazarov | Sofia Shevchenko / Igor Eremenko    |

## Tableau des médailles
| Rang  | Nation     | Or | Argent | Bronze | Total |
| ----- | ---------- | -- | ------ | ------ | ----- |
| 1     | Russie     | 2  | 4      | 2      | 8     |
| 2     | États-Unis | 1  | 0      | 1      | 2     |
| 3     | Canada     | 1  | 0      | 0      | 1     |
| 4     | Italie     | 0  | 0      | 1      | 1     |
| Total | Total      | 4  | 4      | 4      | 12    |

## Détails des compétitions

### Messieurs

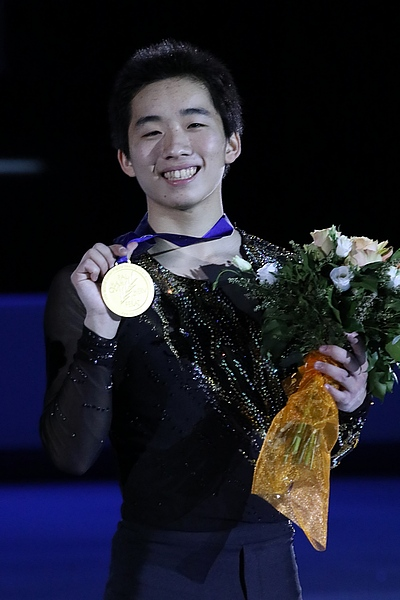
Le champion du monde junior 2019 Tomoki Hiwatashi

| Rang                                        | Nom                     | Nation       | Points | Programme court | Programme court | Programme libre | Programme libre |
| ------------------------------------------- | ----------------------- | ------------ | ------ | --------------- | --------------- | --------------- | --------------- |
| 1                                           | Tomoki Hiwatashi        | États-Unis   | 230.32 | 2               | 81.50           | 2               | 148.82          |
| 2                                           | Roman Savosin           | Russie       | 229.28 | 6               | 78.33           | 1               | 150.95          |
| 3                                           | Daniel Grassl           | Italie       | 224.67 | 3               | 81.19           | 4               | 143.48          |
| 4                                           | Artur Danielian         | Russie       | 220.68 | 9               | 77.71           | 5               | 142.97          |
| 5                                           | Stephen Gogolev         | Canada       | 220.66 | 10              | 77.00           | 3               | 143.66          |
| 6                                           | Adam Siao Him Fa        | France       | 219.91 | 8               | 77.74           | 6               | 142.17          |
| 7                                           | Irakli Maysuradze       | Géorgie      | 217.78 | 11              | 76.46           | 7               | 141.32          |
| 8                                           | Camden Pulkinen         | États-Unis   | 216.68 | 1               | 82.41           | 9               | 134.27          |
| 9                                           | Koshiro Shimada         | Japon        | 212.78 | 12              | 74.89           | 8               | 137.89          |
| 10                                          | Petr Gumennik           | Russie       | 212.14 | 4               | 80.33           | 11              | 131.81          |
| 11                                          | Alexei Krasnozhon       | États-Unis   | 211.47 | 5               | 79.98           | 12              | 131.49          |
| 12                                          | Joseph Phan             | Canada       | 209.02 | 7               | 77.89           | 13              | 131.13          |
| 13                                          | Vladimir Litvintsev     | Azerbaïdjan  | 196.93 | 16              | 68.94           | 14              | 127.99          |
| 14                                          | Tatsuya Tsuboi          | Japon        | 195.88 | 20              | 62.59           | 10              | 133.29          |
| 15                                          | Matyáš Bělohradský      | Tchéquie     | 194.23 | 17              | 68.74           | 15              | 125.49          |
| 16                                          | Ivan Chmouratko         | Ukraine      | 191.32 | 13              | 73.31           | 17              | 118.01          |
| 17                                          | Mark Gorodnitsky        | Israël       | 185.62 | 15              | 69.22           | 18              | 116.40          |
| 18                                          | Luc Maierhofer          | Autriche     | 184.15 | 14              | 70.47           | 21              | 113.68          |
| 19                                          | Başar Oktar             | Turquie      | 182.91 | 19              | 62.82           | 16              | 120.09          |
| 20                                          | Cha Young-hyun          | Corée du Sud | 177.22 | 21              | 61.75           | 19              | 115.47          |
| 21                                          | Nikolaj Majorov         | Suède        | 176.93 | 23              | 61.47           | 20              | 115.46          |
| 22                                          | Jonathan Hess           | Allemagne    | 175.11 | 18              | 62.93           | 22              | 112.18          |
| 23                                          | Gabriele Frangipani     | Italie       | 170.89 | 24              | 61.32           | 23              | 109.57          |
| 24                                          | Nikita Starostin        | Allemagne    | 152.00 | 22              | 61.61           | 24              | 90.39           |
| Patineurs éliminés après le programme court |                         |              |        |                 |                 |                 |                 |
| 25                                          | Chen Yudong             | Chine        |        | 25              | 60.06           | NC              | NC              |
| 26                                          | Andriy Kokura           | Ukraine      |        | 26              | 57.93           | NC              | NC              |
| 27                                          | Mihhail Selevko         | Estonie      |        | 28              | 56.68           | NC              | NC              |
| 28                                          | Micah Kai Lynette       | Thaïlande    |        | 27              | 56.66           | NC              | NC              |
| 29                                          | Lee Si-hyeong           | Corée du Sud |        | 29              | 54.04           | NC              | NC              |
| 30                                          | Yakau Zenko             | Biélorussie  |        | 30              | 52.69           | NC              | NC              |
| 31                                          | Nurullah Sahaka         | Suisse       |        | 31              | 52.44           | NC              | NC              |
| 32                                          | Rakhat Bralin           | Kazakhstan   |        | 32              | 50.28           | NC              | NC              |
| 33                                          | Charles Henry Katanovic | Croatie      |        | 33              | 47.60           | NC              | NC              |
| 34                                          | Aleix Gabara            | Espagne      |        | 34              | 47.53           | NC              | NC              |
| 35                                          | Radoslav Marinov        | Bulgarie     |        | 35              | 46.39           | NC              | NC              |
| 36                                          | Edward Appleby          | Royaume-Uni  |        | 36              | 44.80           | NC              | NC              |
| 37                                          | Kornel Witkowski        | Pologne      |        | 37              | 44.16           | NC              | NC              |
| Forfait                                     | Chew Kai Xiang          | Malaisie     |        | NC              | NC              | NC              | NC              |

### Dames

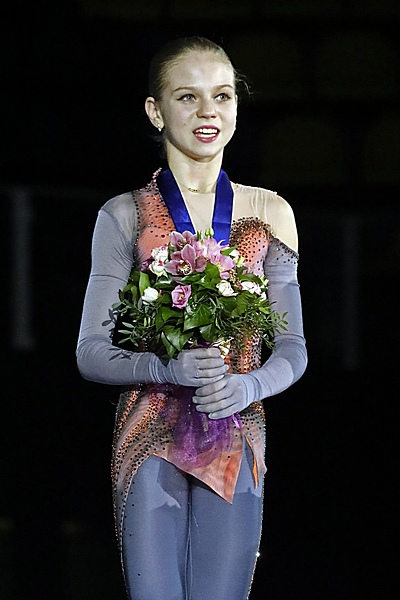
La championne du monde junior 2019 Alexandra Troussova

| Rang                                          | Nom                     | Nation           | Points | Programme court | Programme court | Programme libre | Programme libre |
| --------------------------------------------- | ----------------------- | ---------------- | ------ | --------------- | --------------- | --------------- | --------------- |
| 1                                             | Alexandra Troussova     | Russie           | 222.89 | 2               | 72.49           | 1               | 150.40          |
| 2                                             | Anna Chtcherbakova      | Russie           | 219.94 | 1               | 72.86           | 2               | 147.08          |
| 3                                             | Ting Cui                | États-Unis       | 194.41 | 3               | 67.69           | 3               | 126.72          |
| 4                                             | Ksenia Sinitsyna        | Russie           | 188.84 | 4               | 66.52           | 6               | 122.32          |
| 5                                             | Yuna Shiraiwa           | Japon            | 185.46 | 6               | 62.08           | 4               | 123.38          |
| 6                                             | You Young               | Corée du Sud     | 178.82 | 11              | 55.62           | 5               | 123.20          |
| 7                                             | Hanna Harrell           | États-Unis       | 176.69 | 5               | 62.68           | 9               | 114.01          |
| 8                                             | Lee Hae-in              | Corée du Sud     | 171.97 | 14              | 53.02           | 7               | 118.95          |
| 9                                             | Yuhana Yokoi            | Japon            | 170.17 | 18              | 51.61           | 8               | 118.56          |
| 10                                            | Alison Schumacher       | Canada           | 158.52 | 16              | 51.86           | 10              | 106.66          |
| 11                                            | Alina Urushadze         | Géorgie          | 157.96 | 15              | 52.53           | 11              | 105.43          |
| 12                                            | Tomoe Kawabata          | Japon            | 157.47 | 9               | 57.65           | 13              | 99.82           |
| 13                                            | Ekaterina Ryabova       | Azerbaïdjan      | 154.60 | 12              | 54.28           | 12              | 100.32          |
| 14                                            | Júlia Láng              | Hongrie          | 153.24 | 10              | 55.86           | 14              | 97.38           |
| 15                                            | Anna Kuzmenko           | France           | 147.86 | 7               | 59.20           | 18              | 88.66           |
| 16                                            | Lucrezia Beccari        | Italie           | 147.03 | 8               | 57.70           | 17              | 89.33           |
| 17                                            | Anastasiia Arkhipova    | Ukraine          | 146.39 | 17              | 51.62           | 16              | 94.77           |
| 18                                            | Olga Mikutina           | Autriche         | 145.34 | 20              | 48.75           | 15              | 96.59           |
| 19                                            | Chen Hongyi             | Chine            | 141.49 | 13              | 53.24           | 19              | 88.25           |
| 20                                            | Kristen Spours          | Royaume-Uni      | 136.72 | 19              | 51.08           | 23              | 85.64           |
| 21                                            | Yi Christy Leung        | Hong Kong        | 135.85 | 22              | 47.62           | 20              | 88.23           |
| 22                                            | Alexandra Feigin        | Bulgarie         | 135.69 | 21              | 48.45           | 21              | 87.24           |
| 23                                            | Anaïs Coraducci         | Suisse           | 134.44 | 23              | 47.23           | 22              | 87.21           |
| 24                                            | Alina Soupian           | Israël           | 131.97 | 24              | 46.70           | 24              | 85.27           |
| Patineuses éliminées après le programme court |                         |                  |        |                 |                 |                 |                 |
| 25                                            | Hana Cvijanović         | Croatie          |        | 25              | 46.33           | NC              | NC              |
| 26                                            | Eva-Lotta Kiibus        | Estonie          |        | 26              | 45.67           | NC              | NC              |
| 27                                            | Mandy Chiang            | Taipei chinois   |        | 27              | 44.48           | NC              | NC              |
| 28                                            | Élodie Eudine           | Allemagne        |        | 28              | 43.59           | NC              | NC              |
| 29                                            | Linnea Ceder            | Finlande         |        | 29              | 43.14           | NC              | NC              |
| 30                                            | Smilla Szalkai          | Suède            |        | 30              | 43.02           | NC              | NC              |
| 31                                            | Alana Toktarova         | Kazakhstan       |        | 31              | 42.50           | NC              | NC              |
| 32                                            | Jocelyn Hong            | Nouvelle-Zélande |        | 32              | 41.72           | NC              | NC              |
| 33                                            | Nikola Rychtaříková     | Tchéquie         |        | 33              | 41.51           | NC              | NC              |
| 34                                            | Silvia Hugec            | Slovaquie        |        | 34              | 41.30           | NC              | NC              |
| 35                                            | Aliaksandra Chepeleva   | Biélorussie      |        | 35              | 40.47           | NC              | NC              |
| 36                                            | Caya Scheepens          | Pays-Bas         |        | 36              | 40.19           | NC              | NC              |
| 37                                            | Ana Sofia Beschea       | Roumanie         |        | 37              | 39.95           | NC              | NC              |
| 38                                            | Ann-Christin Marold     | Allemagne        |        | 38              | 39.88           | NC              | NC              |
| 39                                            | Marian Millares         | Espagne          |        | 39              | 39.35           | NC              | NC              |
| 40                                            | Oliwia Rzepiel          | Pologne          |        | 40              | 39.05           | NC              | NC              |
| 41                                            | Paulina Ramanauskaitė   | Lituanie         |        | 41              | 36.49           | NC              | NC              |
| 42                                            | Arina Somova            | Lettonie         |        | 42              | 35.56           | NC              | NC              |
| 43                                            | Andrea Montesinos Cantú | Mexique          |        | 43              | 35.15           | NC              | NC              |
| 44                                            | Nina Polsak             | Slovénie         |        | 44              | 34.51           | NC              | NC              |
| 45                                            | Maia Sørensen           | Danemark         |        | 45              | 31.68           | NC              | NC              |
| 46                                            | Güzide Irmak Bayır      | Turquie          |        | 46              | 30.09           | NC              | NC              |

### Couples
| Rang                                    | Nom                                       | Nation     | Points | Programme court | Programme court | Programme libre | Programme libre |
| --------------------------------------- | ----------------------------------------- | ---------- | ------ | --------------- | --------------- | --------------- | --------------- |
| 1                                       | Anastasia Mishina / Aleksandr Galliamov   | Russie     | 188.74 | 3               | 67.02           | 1               | 121.72          |
| 2                                       | Apollinariia Panfilova / Dmitry Rylov     | Russie     | 188.17 | 2               | 67.91           | 2               | 120.26          |
| 3                                       | Polina Kostiukovich / Dmitrii Ialin       | Russie     | 181.59 | 1               | 68.31           | 3               | 113.28          |
| 4                                       | Tang Feiyao / Yang Yongchao               | Chine      | 168.77 | 4               | 60.77           | 4               | 108.00          |
| 5                                       | Sarah Feng / TJ Nyman                     | États-Unis | 162.90 | 6               | 58.43           | 5               | 104.47          |
| 6                                       | Laiken Lockley / Keenan Prochnow          | États-Unis | 159.54 | 5               | 59.96           | 6               | 99.58           |
| 7                                       | Hailey Kops / Artem Tsoglin               | Israël     | 144.28 | 7               | 53.03           | 7               | 91.25           |
| 8                                       | Sofiia Nesterova / Artem Darenskyi        | Ukraine    | 140.88 | 8               | 51.97           | 8               | 88.91           |
| 9                                       | Cléo Hamon / Denys Strekalin              | France     | 137.58 | 12              | 49.38           | 9               | 88.20           |
| 10                                      | Brooke McIntosh / Brandon Toste           | Canada     | 132.43 | 11              | 49.99           | 12              | 82.44           |
| 11                                      | Kate Finster / Balazs Nagy                | États-Unis | 132.29 | 10              | 50.30           | 13              | 81.99           |
| 12                                      | Talisa Thomalla / Robert Kunkel           | Allemagne  | 131.67 | 13              | 48.01           | 11              | 83.66           |
| 13                                      | Vivienne Contarino / Marco Pauletti       | Italie     | 131.20 | 14              | 46.88           | 10              | 84.32           |
| 14                                      | Riku Miura / Shoya Ichihashi              | Japon      | 130.30 | 9               | 51.55           | 15              | 78.75           |
| 15                                      | Gabrielle Levesque / Pier-Alexandre Hudon | Canada     | 123.32 | 15              | 43.92           | 14              | 79.40           |
| 16                                      | Tereza Zendulkova / Simon Fukas           | Slovaquie  | 113.06 | 16              | 42.81           | 16              | 70.25           |
| Couple éliminé après le programme court |                                           |            |        |                 |                 |                 |                 |
| 17                                      | Letizia Roscher / Luis Schuster           | Allemagne  |        | 17              | 39.55           | NC              | NC              |

### Danse sur glace

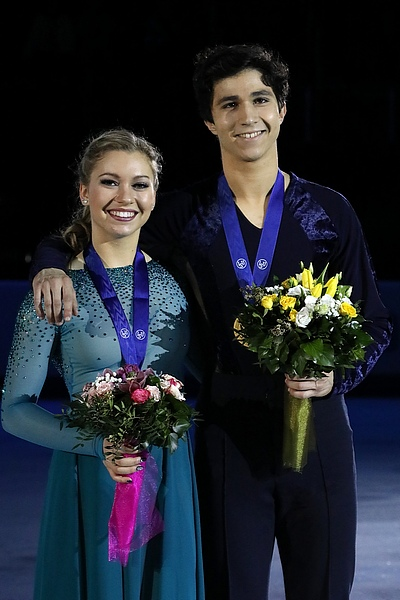
Les champions du monde juniors 2019 de danse sur glace Marjorie Lajoie et Zachary Lagha

| Rang                                               | Nom                                           | Nation         | Points | Danse rythmique | Danse rythmique | Danse libre | Danse libre |
| -------------------------------------------------- | --------------------------------------------- | -------------- | ------ | --------------- | --------------- | ----------- | ----------- |
| 1                                                  | Marjorie Lajoie / Zachary Lagha               | Canada         | 176.10 | 1               | 70.14           | 1           | 105.96      |
| 2                                                  | Elizaveta Khudaiberdieva / Nikita Nazarov     | Russie         | 171.22 | 2               | 68.69           | 4           | 102.53      |
| 3                                                  | Sofia Shevchenko / Igor Eremenko              | Russie         | 170.43 | 3               | 67.56           | 2           | 102.87      |
| 4                                                  | Avonley Nguyen / Vadym Kolesnik               | États-Unis     | 167.90 | 5               | 65.18           | 3           | 102.72      |
| 5                                                  | Arina Ushakova / Maxim Nekrasov               | Russie         | 166.48 | 4               | 65.96           | 5           | 100.52      |
| 6                                                  | Maria Kazakova / Georgy Reviya                | Géorgie        | 155.40 | 6               | 60.08           | 6           | 95.32       |
| 7                                                  | Caroline Green / Gordon Green                 | États-Unis     | 153.05 | 8               | 58.82           | 7           | 94.23       |
| 8                                                  | Loïcia Demougeot / Théo Le Mercier            | France         | 144.33 | 7               | 59.33           | 9           | 85.00       |
| 9                                                  | Alicia Fabbri / Paul Ayer                     | Canada         | 143.04 | 13              | 55.58           | 8           | 87.46       |
| 10                                                 | Evgeniia Lopareva / Geoffrey Brissaud         | France         | 141.98 | 10              | 57.99           | 10          | 83.99       |
| 11                                                 | Daria Popova / Volodymyr Byelikov             | Ukraine        | 140.21 | 11              | 57.88           | 11          | 82.33       |
| 12                                                 | Eliana Gropman / Ian Somerville               | États-Unis     | 139.96 | 9               | 58.53           | 13          | 81.43       |
| 13                                                 | Francesca Righi / Aleksei Dubrovin            | Italie         | 137.54 | 12              | 55.68           | 12          | 81.86       |
| 14                                                 | Natálie Taschlerová / Filip Taschler          | Tchéquie       | 131.91 | 16              | 51.02           | 14          | 80.89       |
| 15                                                 | Emiliya Kalehanova / Uladzislau Palkhouski    | Biélorussie    | 131.71 | 14              | 53.26           | 16          | 78.45       |
| 16                                                 | Viktoria Semenjuk / Artur Gruzdev             | Estonie        | 129.87 | 15              | 51.05           | 15          | 78.82       |
| 17                                                 | Charise Matthaei / Maximilian Pfisterer       | Allemagne      | 124.19 | 18              | 50.15           | 18          | 74.04       |
| 18                                                 | Sasha Fear / George Waddell                   | Royaume-Uni    | 123.43 | 17              | 50.51           | 19          | 72.92       |
| 19                                                 | Mira Polishook / Deividas Kizala              | Lituanie       | 122.10 | 19              | 47.17           | 17          | 74.93       |
| 20                                                 | Viktoriia Azroian / Aleksandr Siroshtan       | Arménie        | 115.64 | 20              | 46.93           | 20          | 68.71       |
| Couples de danse éliminés après la danse rythmique |                                               |                |        |                 |                 |             |             |
| 21                                                 | Sofia Val / Linus Colmor Jepsen               | Espagne        |        | 21              | 46.22           | NC          | NC          |
| 22                                                 | Amanda Peterson / Stephano Valentino Schuster | Allemagne      |        | 22              | 45.88           | NC          | NC          |
| 23                                                 | Villo Martin / Danyil Semko                   | Hongrie        |        | 23              | 44.48           | NC          | NC          |
| 24                                                 | Chen Xizi / Xing Jianing                      | Chine          |        | 24              | 44.24           | NC          | NC          |
| 25                                                 | Mariia Nosovitskaya / Mikhail Nosovitskiy     | Israël         |        | 25              | 43.10           | NC          | NC          |
| 26                                                 | Ayumi Takanami / Yoshimitsu Ikeda             | Japon          |        | 26              | 41.74           | NC          | NC          |
| 27                                                 | Chloe Dan Tsoi / Long You Zimou Wang          | Taipei chinois |        | 27              | 39.33           | NC          | NC          |
| 28                                                 | Olivia Oliver / Petr Paleev                   | Pologne        |        | 28              | 38.64           | NC          | NC          |
| 29                                                 | Jessica Palfreyman / Nicholas McCreary        | Australie      |        | 29              | 37.02           | NC          | NC          |
| 30                                                 | Sophia Simitsakos / Jeffrey Wong              | Grèce          |        | 30              | 36.35           | NC          | NC          |
| 31                                                 | Marina Philippova / Vadym Kravtsov            | Autriche       |        | 31              | 36.00           | NC          | NC          |